# 玄鉄絢
玄鉄 絢（くろがね けん）は、日本の漫画家・イラストレーター。埼玉県さいたま市出身。同人サークル「VOLUTES」主宰。作品を発表する媒体によって皁鉄絢・紅鉄絢と表記を分けていた時期もあった（後述）。

## 来歴
1990年代初頭より『コミックドルフィン』『コミックパソコンパラダイス』等の成人向け漫画雑誌に投稿を繰り返した後、園田健一のアシスタント時代を経て、1995年よりVOLUTESを立ち上げ同人活動を開始。1996年には『DANDY:LION』が雑誌に掲載され、商業誌デビューも果たす。
初連載となった『DANDY:LION』は過剰に意匠を凝らしたサイバーパンクであり、読者を置き去りにするような部分も多々あったことから支持は得られなかった。2000年まで断続的に連載され、最終的に同年単行本が全1巻として発行されたが、多くの伏線が未回収であり、内容的には未完の状態で連載終了となった（後に数回にわたり同人誌にて続編が発表され物語の収束が図られた）。
その後しばらくはさほど注目を集める存在ではなかったが、この時期にアクの強い絵柄から画風を徐々に転換していく。引き続き同人活動と並行して少年漫画雑誌における複数の作品発表を経て、2003年より再び成人向け漫画雑誌に『少女セクト』を掲載。
『少女セクト』は、それまで作中にほのめかす程度だったレズビアニズムを前面に押し出した作品である。業界内外はもとよりウェブ上でも多くの反響を呼び、単行本の売上にも恵まれた。これが一つの契機となり、以後本格的にガールズラブに軸足を移し、活動の場もその関連の媒体に移す。
ペンネームは、投稿時代に力強いペンネームにしようと「鉄拳」と書いて「くろがねけん」と読んでもらうことにしたものの、ナムコが『鉄拳』を出したので変えざるを得なくなったとのこと。

## 作品リスト
特記ないものに関しては単行本は発行されていない。また同人誌等は含まれていない。なお出版社名・雑誌名等はいずれも掲載当時のものである。

### 漫画
- 『DANDY:LION』 （1996年 - 2000年、笠倉出版社〈カルトコミックス〉、ZetsuMan / 漫画絶対満足、全1巻）
商業誌デビュー作・初連載作品、皁鉄絢（くろがね けん）名義。現在市場在庫のみ流通。
  1. 2000年6月5日、ISBN 978-4-7730-0603-2
- 「BLOAD BUNCH」 （2000年 - 2001年、メディアワークス『コミック電撃大王』、全4回）
2000年12月号 - 2001年3月号に掲載、紅鉄絢（くろがね けん）名義。
- 「BRILLIANT MACHINE」 （2001年 - 2002年、メディアワークス『コミック電撃大王』、全4回）
2001年9月号・2001年10月号・2001年12月号・2002年2月号に掲載、紅鉄絢（くろがね けん）名義。
- 「Nightingale Gemeinschaft」 （2002年、メディアワークス『コミック電撃大王』、全3回）[注 2]
2002年5月号 - 2002年7月号に掲載、紅鉄絢（くろがね けん）名義。
- 『少女セクト』 （2003年 - 2005年、コアマガジン『コミックメガストア』、全2巻）
  1. 2005年9月2日発行（2005年8月19日発売[2]）、〈メガストアコミックス056〉、ISBN 978-4-87734-882-3
  2. 2006年5月3日発行（2006年4月19日発売[2]）、〈メガストアコミックス076〉、ISBN 978-4-87734-979-0
- 「interface」 （2007年、一迅社『コミック百合姫S』Vol.1掲載、読み切り）
- 『コノハナリンク』 （2007年 - 、一迅社『コミック百合姫S』2007年Vol.3 → 2010年Vol.12掲載後休載）
- 「門客商売」 （2008年、コアマガジン「コミックメガストア」9月号掲載、読み切り）
- 「caterpillar & butterfly」 （2009年、双葉社『コミックハイ!』7月号に掲載、読み切り、『つぼみ』Vol.7に再掲）
- 『星川銀座四丁目』（芳文社『つぼみ』2009年Vol.2 - 2012年Vol.20連載、〈まんがタイムKRコミックス つぼみシリーズ〉、全3巻）
掲載媒体は雑誌ではなく書籍扱いアンソロジー。
  1. 2010年8月26日発行（2010年8月11日発売[3]）、ISBN 978-4-8322-7931-5
  2. 2011年12月27日発行（2011年12月12日発売[3]）、ISBN 978-4-8322-4091-9
  3. 2013年2月27日発行（2013年2月12日発売[3]）、ISBN 978-4-8322-4262-3

  - 新装版 （KADOKAWA、全2巻）
    - 上 2017年3月9日[4]、ISBN 978-4-04069-117-6
    - 下 2017年3月9日[5]、ISBN 978-4-04069-118-3
- 『ペルソナかれん』 （2014年Vol.1 - 、少年画報社『メバエ』）
掲載媒体は雑誌ではなく書籍扱いアンソロジー。
- 『イイタさんペイロード』 （コアマガジン『コミックホットミルク』→『コミックメガストアα』、全1巻）
  1. 2016年7月9日発行（2016年6月25日発売[2]）、ISBN 978-4-8643-6920-6

  - 「計画的ママ」 （コアマガジン『コミックメガストア』2006年9月号掲載、読み切り）
  - 「五十鈴のカウンター」 （コアマガジン『コミックホットミルク』2007年Vol.1 - Vol.3に掲載、全3回）
  - 「わたしの軌道」 （一迅社『コミック百合姫S』2007年Vol.2掲載、読み切り、「あなたの軌道」に改題）
- 『スモーキーゴッドエクスプレス』
（芳文社『まんがタイムきららフォワード』2014年6月号 - 2017年2月号連載、〈まんがタイムKRコミックスフォワードシリーズ〉、全3巻）
  1. 2015年4月26日発行（2015年4月11日発売[6]）、ISBN 978-4-8322-4554-9
  2. 2017年5月27日発行（2017年5月12日発売[6]）、ISBN 978-4-8322-4831-1
  3. 2017年5月27日発行（2017年5月12日発売[6]）、ISBN 978-4-8322-4832-8
- 『たえちゃんとじみこさん』 （コアマガジン『コミックメガストアα』2017年11月号より連載、〈メガストアコミックス642〉）
  1. 2021年3月19日発売[2]、ISBN 978-4-86653-491-6

### 挿絵・その他
- 『新・萌えるヘッドホン読本』 （岩井喬著、2008年6月発行、白夜書房、ISBN 978-4-86191-423-2）
STAX SR-007Aを担当。
- 『. (period)』 （瑠璃歩月著、2008年7月発行、一迅社〈一迅社文庫アイリス〉、ISBN 978-4-7580-4019-8）
表紙と本文挿絵を担当。
- 『384,403km あなたを月にさらったら』
（向坂氷緒著、2009年9月発行〈2009年9月3日発売[7]〉、プランタン出版〈ティアラ文庫〉、ISBN 978-4-8296-6515-2）
表紙と本文挿絵を担当。
- 『かなめも』 （テレビアニメ、2009年7月 - 9月放送）
第7話エンドカードイラストを担当。
- 『ひだまりスケッチ×ハニカム』 （テレビアニメ、2012年10月 - 12月放送）
第9話エンドカードイラストを担当。
- 『桜Trick』 （テレビアニメ、2014年1月 - 3月放送）
第8話エンドカードイラストを担当。
- 『百合の世界入門』 （共著、2016年10月発行（2016年10月18日発売[8]）、玄光社、ISBN 978-4-76830-787-8）
描き下ろしイラスト寄稿・インタビュー掲載（※書籍でなくムック扱い）。